# Éden Hotel (első évad)
Az Éden Hotel magyar valóságshow, amelyet 2011. március 7-én kezdtek sugározni a Viasat 3 csatornán. A Karib-tenger partján, a kolumbiai Santa Marta-ban forgatták, műsorvezetője Horváth Éva. A Reality 10 kezdő játékossal indult, de további versenyzők érkeztek. Összesen 28 játékos szerepelt az Éden Hotel első szériájában. Végül Kristóf nyerte meg a játékot és 12,5 millió forinttal távozott. A játékosok közül négyen: Niki, Szandra, Levi és István szerepeltek a Viasat 3 egyik valóságshow-jában, az Aranypartban is. 2015-től a műsor 3. évada a TV2 és a Super TV2 csatornán futott.

## A játékosok
| Név                           | Kor | Foglalkozás       |
| ----------------------------- | --- | ----------------- |
| Ádám (Pejkó Ádám)             | 25  | bróker            |
| Alíz (Örkényi Alíz)           | 22  | animátor          |
| Dani (Bolvári Dániel)         | 32  | személyi edző     |
| Jennifer (Várnai Jennifer)    | 20  | tanuló            |
| Kata (Rab Katalin)            | 20  | modell            |
| Kristóf (Bárdi Kristóf)       | 25  | labdarúgóedző     |
| Kriszta (Barna Krisztina)     | 25  | újságíró          |
| Levi (Járvás Levente)         | 21  | labdarúgó         |
| Niki (Dékány Nikoletta)       | 23  | eladó             |
| Norbi (Kulcsár Norbert Péter) | 19  | egyetemi hallgató |

| Név                         | Kor | Foglalkozás        |
| --------------------------- | --- | ------------------ |
| Rea (Mennich Andrea)        | 22  | sminkes            |
| Tünde (Fekete Tünde)        | 28  | DJ                 |
| István (Verdes István)      | 23  | Mr. Nyíregyháza    |
| Szöszi (Balogh Ádám)        | 24  | biztonságtechnikai |
| Gábor (Bíró Gábor)          | 23  | bártender          |
| Nikol (Galóczi Nikolett)    | 24  | sztriptiztáncos    |
| Szandra (Ökrös Szandra)     | 21  | modell             |
| Danny (Szalczinger Dániel)  | 23  | közgazdász         |
| Krisztián (Alexa Krisztián) | 25  | táncos             |
| Szandi (Kisgyőri Szandra)   | 20  | pultos             |
| Robi (Tokai Róbert)         | 25  | vállalkozó         |
| Toldi (Toldi Kristóf)       | 20  | pultos             |
| Detti (Héja Bernadett)      | 21  | főiskolai hallgató |
| Linda (Varga Linda Edit)    | 25  | pókerosztó         |
| Attila (Csombort Attila)    | 24  | barista            |
| Laci (Gál László)           | 19  | főiskolai hallgató |
| Attila (Jankóczky Attila)   | 24  | személyi titkár    |
| Lotti (Sárközi Adrienn)     | 21  | tanuló             |

## A játék menete

### Kísértés
A Hotelbe időről-időre egy vagy akár több hódító/csábító is érkezhet. Ők is teljes jogú játékosok, így nekik is céljuk, hogy ne maradjanak pár nélkül. Küldetéssel is érkezhetnek az Éden Hotelbe, melynek célja valamely meglévő pár felbontása, vagy a kiesés elleni védettség megszerzése.

### Védettség
Mind az újonnan érkező, mind a Hotelben lakók számára megadatik a lehetőség, hogy védettséget szerezzen. A párválasztó ceremónián az a személy aki védettséggel rendelkezik, bárkit választhat, biztosan játékban marad. Abban az esetben, hogyha a védett játékos olyan személyt választ, akit már más is választott, úgy a védett személy folytathatja a játékot, míg bárki aki addig a választott személy mögött állt, elhagyja az Éden Hotelt. A játékosok különböző feladatok, titkos küldetések vagy ajánlattételek során kaphatnak védettséget.

### Ceremóniák

#### Párválasztó ceremónia
A párválasztás során valamelyik nemet mindig eggyel több ember képviseli. A ceremónia lényege, hogy senki nem maradhat pár nélkül. Amikor a lányok/fiúk választanak, akkor be kell állniuk az általuk kiválasztott fiú/lány mögé. Aki mögé több ember is áll, az dönti el, hogy az őt választó 2 ember közül kivel folytatja a játékot, és annak a nevét mondja ki. A másik játékos ezáltal kiesik a játékból.

#### Fogpiszkáló ceremónia
A fogpiszkáló ceremónián mindenkinek két fogpiszkálója van. A fogpiszkálókat azoknak a személyeknek adják, akit nem szeretnének kiejteni. Amelyik páros a legtöbb fogpiszkálót kapja, s amelyik tag kap többet abból a párból, az eldönti, hogy melyik pár távozzon, azok közül, amelyik párosok a legkevesebb fogpiszkálót kapják.

#### Bomba ceremónia
A bomba ceremónia a bombajáték után következik be. A bombajáték bombájának idejét az előző napi kieső állítja be. Tíz percenként átadják a bombát egy másik párosnak. Amelyik párosnál felrobban, az a páros veszélybe kerül. A páros két tagja közül a többi játékos dönt. Annak kellett adják a bombájukat, amelyik tagot haza szeretnék küldeni a veszélybe került párosból. Aki több bombát gyűjt be, az kiesik a játékból, és a párja egyedül marad.

### Párválasztás
| – A másik nem választott párt magának                     |
| – A győztes                                               |
| – A versenyző kiesett                                     |
| – A versenyző még nem volt beköltözve a hotelbe           |
| – A versenyző védettséggel választotta párjául a játékost |

| Választó  | 1. (4. nap) | 2. (8. nap)        | 3. (12. nap)       | 4. (12. nap)        | 5. (16. nap)        | 6. (20. nap)        | 7. (24. nap)        | 8. (28. nap)        | 9. (32. nap)        | 10. (36. nap)       | 11. (40. nap)       | 12. (44. nap)       | Státusz             |
| Választó  | Választott  | Választott         | Választott         | Választott          | Választott          | Választott          | Választott          | Választott          | Választott          | Választott          | Választott          | Választott          | Státusz             |
| --------- | ----------- | ------------------ | ------------------ | ------------------- | ------------------- | ------------------- | ------------------- | ------------------- | ------------------- | ------------------- | ------------------- | ------------------- | ------------------- |
| Kristóf   |             |                    | Niki               | Niki                |                     | Jennifer            | Jennifer            | Jennifer            |                     | Detti               | Alíz                |                     | Győztes             |
| Alíz      | Kristóf     | István             |                    |                     | Szöszi              |                     |                     |                     | Gábor               |                     |                     | Kristóf             | Kiesett a 48. napon |
| Robi      |             |                    |                    |                     |                     |                     |                     | Szandra             |                     | Linda               | Linda               |                     | Kiesett a 48. napon |
| Linda     |             |                    |                    |                     |                     |                     |                     |                     | Robi                |                     |                     | Robi                | Kiesett a 48. napon |
| Dani      |             | Kiesett a 7. napon | Kiesett a 7. napon | Kiesett a 7. napon  | Kiesett a 7. napon  | Kiesett a 7. napon  | Kriszta             | Kriszta             |                     | Szandra             | Szandra             |                     | Kiesett a 47. napon |
| Niki      | Dani        | Kristóf            |                    |                     | Kristóf             |                     |                     |                     | Ádám                |                     |                     | Dani                | Kiesett a 46. napon |
| Attila    |             |                    |                    |                     |                     |                     |                     |                     |                     |                     | Szandra             |                     | Kiesett a 44. napon |
| Szandra   |             |                    |                    |                     | Ádám                |                     |                     |                     | Dani                |                     |                     | Kiesett a 43. napon | Kiesett a 43. napon |
| Laci      |             |                    |                    |                     |                     |                     |                     |                     |                     | Alíz                | Lotti               | Kiesett a 41. napon | Kiesett a 41. napon |
| Lotti     |             |                    |                    |                     |                     |                     |                     |                     |                     |                     |                     | Kiesett a 41. napon | Kiesett a 41. napon |
| Ádám      |             |                    | Kata               | Kata                |                     | Niki                | Niki                | Niki                |                     | Niki                | Niki                | Kiesett a 40. napon | Kiesett a 40. napon |
| Detti     |             |                    |                    |                     |                     |                     |                     |                     | Kristóf             |                     | Kiesett a 38. napon | Kiesett a 38. napon | Kiesett a 38. napon |
| Attila    |             |                    |                    |                     |                     |                     |                     |                     |                     | Szandra             | Kiesett a 36. napon | Kiesett a 36. napon | Kiesett a 36. napon |
| Gábor     |             |                    | -                  | Jennifer            |                     | Kriszta             | Alíz                | Alíz                |                     | Kiesett a 34. napon | Kiesett a 34. napon | Kiesett a 34. napon | Kiesett a 34. napon |
| Kriszta   | Norbi       | Levi               |                    |                     | Levi                |                     |                     |                     | Dani                | Kiesett a 32. napon | Kiesett a 32. napon | Kiesett a 32. napon | Kiesett a 32. napon |
| Jennifer  | Levi        | Norbi              |                    |                     | Gábor               |                     |                     |                     | Kiesett a 32. napon | Kiesett a 32. napon | Kiesett a 32. napon | Kiesett a 32. napon | Kiesett a 32. napon |
| Toldi     |             |                    |                    |                     |                     |                     |                     | Jennifer            | Kiesett a 28. napon | Kiesett a 28. napon | Kiesett a 28. napon | Kiesett a 28. napon | Kiesett a 28. napon |
| Krisztián |             |                    |                    |                     |                     | Szandra             | Szandra             | Szandra             | Kiesett a 28. napon | Kiesett a 28. napon | Kiesett a 28. napon | Kiesett a 28. napon | Kiesett a 28. napon |
| Levi      |             |                    | Kriszta            | Kriszta             |                     | Alíz                | Kriszta             | Kiesett a 24. napon | Kiesett a 24. napon | Kiesett a 24. napon | Kiesett a 24. napon | Kiesett a 24. napon | Kiesett a 24. napon |
| Szandi    |             |                    |                    |                     |                     |                     | Kiesett a 23. napon | Kiesett a 23. napon | Kiesett a 23. napon | Kiesett a 23. napon | Kiesett a 23. napon | Kiesett a 23. napon | Kiesett a 23. napon |
| Szöszi    |             |                    | Alíz               | Alíz                |                     | Alíz                | Kiesett a 20. napon | Kiesett a 20. napon | Kiesett a 20. napon | Kiesett a 20. napon | Kiesett a 20. napon | Kiesett a 20. napon | Kiesett a 20. napon |
| Danny     |             |                    |                    |                     |                     | Kiesett a 18. napon | Kiesett a 18. napon | Kiesett a 18. napon | Kiesett a 18. napon | Kiesett a 18. napon | Kiesett a 18. napon | Kiesett a 18. napon | Kiesett a 18. napon |
| Kata      | Ádám        | Ádám               |                    |                     | Ádám                | Kiesett a 16. napon | Kiesett a 16. napon | Kiesett a 16. napon | Kiesett a 16. napon | Kiesett a 16. napon | Kiesett a 16. napon | Kiesett a 16. napon | Kiesett a 16. napon |
| Nikol     |             |                    |                    |                     | Kiesett a 15. napon | Kiesett a 15. napon | Kiesett a 15. napon | Kiesett a 15. napon | Kiesett a 15. napon | Kiesett a 15. napon | Kiesett a 15. napon | Kiesett a 15. napon | Kiesett a 15. napon |
| Norbi     |             |                    | Jennifer           | Niki                | Kiesett a 12. napon | Kiesett a 12. napon | Kiesett a 12. napon | Kiesett a 12. napon | Kiesett a 12. napon | Kiesett a 12. napon | Kiesett a 12. napon | Kiesett a 12. napon | Kiesett a 12. napon |
| István    |             |                    | Alíz               | Kiesett a 12. napon | Kiesett a 12. napon | Kiesett a 12. napon | Kiesett a 12. napon | Kiesett a 12. napon | Kiesett a 12. napon | Kiesett a 12. napon | Kiesett a 12. napon | Kiesett a 12. napon | Kiesett a 12. napon |
| Tünde     |             | Levi               | Kiesett a 8. napon | Kiesett a 8. napon  | Kiesett a 8. napon  | Kiesett a 8. napon  | Kiesett a 8. napon  | Kiesett a 8. napon  | Kiesett a 8. napon  | Kiesett a 8. napon  | Kiesett a 8. napon  | Kiesett a 8. napon  | Kiesett a 8. napon  |
| Rea       | Kristóf     | Kiesett a 4. napon | Kiesett a 4. napon | Kiesett a 4. napon  | Kiesett a 4. napon  | Kiesett a 4. napon  | Kiesett a 4. napon  | Kiesett a 4. napon  | Kiesett a 4. napon  | Kiesett a 4. napon  | Kiesett a 4. napon  | Kiesett a 4. napon  | Kiesett a 4. napon  |

### Élet a Hotelben
A dőlt betűvel írt versenyzők nem játékosként vesznek részt.
| Napok   | Párok            | Párok         | Párok            | Párok              | Párok        | Szingli szoba   | Szingli szoba | Szingli szoba  | Védett  | Esemény               | Kieső            |
| Napok   | Vörös szoba      | Narancs szoba | Kék szoba        | Zöld szoba         | Barna szoba  | Hódító          | Csábító       | Pár nélkül     | Védett  | Esemény               | Kieső            |
| ------- | ---------------- | ------------- | ---------------- | ------------------ | ------------ | --------------- | ------------- | -------------- | ------- | --------------------- | ---------------- |
| 1. nap  | Jennifer Levi    | Kriszta Norbi | Alíz Ádám        | Kata Kristóf       | Niki Dani    | -               | Rea           | -              | -       | -                     | -                |
| 2. nap  | Jennifer Levi    | Kriszta Norbi | Alíz Ádám        | Kata Rea Kristóf   | Niki Dani    | -               | -             | -              | -       | -                     | -                |
| 3. nap  | Jennifer Levi    | Kriszta Norbi | Alíz Ádám        | Rea Kristóf        | Niki Dani    | -               | -             | Kata           | -       | -                     | -                |
| 4. nap  | Jennifer Levi    | Kriszta Norbi | Kata Ádám        | Alíz Kristóf       | Niki Dani    | -               | -             | -              | -       | Párválasztó ceremónia | Rea              |
| 5. nap  | Jennifer Levi    | Kriszta Norbi | Kata Ádám        | Alíz Kristóf       | Niki Dani    | -               | Tünde         | -              | -       | -                     | -                |
| 6. nap  | Jennifer István  | Kriszta Norbi | Kata Ádám        | Tünde Kristóf      | Niki Dani    | -               | -             | Alíz Levi      | -       | -                     | -                |
| 7. nap  | Jennifer István  | Kriszta Norbi | Kata Ádám        | Tünde Kristóf      | Alíz Levi    | -               | -             | Niki           | -       | Szimpátia             | Dani             |
| 8. nap  | Jennifer Norbi   | Kriszta Levi  | Alíz István      | Kata Ádám          | Niki Kristóf | -               | -             | -              | -       | Párválasztó ceremónia | Tünde            |
| 9. nap  | Jennifer Norbi   | Kriszta Levi  | Alíz Szöszi      | Kata Ádám          | Niki Kristóf | -               | -             | István         | -       | -                     | -                |
| 10. nap | Jennifer Norbi   | Kriszta Levi  | Alíz             | Kata Ádám          | Niki Szöszi  | -               | -             | István Kristóf | -       | -                     | -                |
| 11. nap | Jennifer Norbi   | Kriszta Levi  | Alíz             | Kata Ádám          | Niki Szöszi  | Gábor           | -             | István Kristóf | Gábor   | Védettség             | -                |
| 12. nap | Jennifer Gábor   | Kriszta Levi  | Alíz Szöszi      | Kata Ádám          | Niki Kristóf | -               | -             | -              | Gábor   | Párválasztó ceremónia | István Norbi     |
| 13. nap | Jennifer Gábor   | Kriszta Levi  | Alíz Szöszi      | Kata Ádám          | Niki Kristóf | -               | Nikol Szandra | -              | -       | -                     | -                |
| 14. nap | Jennifer Gábor   | Kriszta Levi  | Alíz Szöszi      | Kata Ádám          | Niki Kristóf | -               | Nikol Szandra | -              | -       | -                     | -                |
| 15. nap | Jennifer Gábor   | Szandra Levi  | Alíz Szöszi      | Kata Ádám          | Niki Kristóf | -               | -             | Kriszta        | Szandra | Védettség             | Nikol            |
| 16. nap | Jennifer Gábor   | Kriszta Levi  | Alíz Szöszi      | Szandra Ádám       | Niki Kristóf | -               | -             | -              | Szandra | Párválasztó ceremónia | Kata             |
| 17. nap | Jennifer Gábor   | Kriszta Levi  | Alíz Szöszi      | Szandra Ádám       | Niki Kristóf | Danny Krisztián | -             | -              | -       | -                     | -                |
| 18. nap | Jennifer Gábor   | Kriszta Levi  | Alíz Szöszi      | Szandra Ádám       | Niki Kristóf | Krisztián       | -             | -              | -       | Választás             | Danny            |
| 19. nap | Jennifer Kristóf | Kriszta Gábor | Alíz Levi Szöszi | Szandra Krisztián  | Niki Ádám    | -               | -             | -              | -       | -                     | -                |
| 20. nap | Jennifer Kristóf | Kriszta Gábor | Alíz Levi        | Szandra Krisztián  | Niki Ádám    | -               | -             | -              | -       | Párválasztó ceremónia | Szöszi           |
| 21. nap | Jennifer Kristóf | Kriszta Gábor | Alíz Levi        | Szandra Krisztián  | Niki Ádám    | -               | Szandi        | Dani           | -       | Vigaszág              | -                |
| 22. nap | Jennifer Kristóf | Kriszta Gábor | Alíz Levi        | Szandra Krisztián  | Niki Ádám    | -               | Szandi        | Dani           | -       | -                     | -                |
| 23. nap | Jennifer Kristóf | Kriszta Gábor | Alíz Levi        | Szandra Krisztián  | Niki Ádám    | -               | -             | Dani           | -       | Választás             | Szandi           |
| 24. nap | Jennifer Kristóf | Kriszta Dani  | Alíz Gábor       | Szandra Krisztián  | Niki Ádám    | -               | -             | -              | -       | Párválasztó ceremónia | Levi             |
| 25. nap | Jennifer Kristóf | Kriszta Dani  | Alíz Gábor       | Szandra Krisztián  | Niki Ádám    | Robi Toldi      | -             | -              | -       | -                     | -                |
| 26. nap | Jennifer Kristóf | Kriszta Dani  | Alíz Gábor       | Szandra Krisztián  | Niki Ádám    | Robi Toldi      | -             | -              | -       | -                     | -                |
| 27. nap | Jennifer Kristóf | Kriszta Dani  | Alíz Gábor       | Szandra Krisztián  | Niki Ádám    | Robi Toldi      | -             | -              | Robi    | Védettség             | -                |
| 28. nap | Jennifer Kristóf | Kriszta Dani  | Alíz Gábor       | Szandra Robi       | Niki Ádám    | -               | -             | -              | Robi    | Párválasztó ceremónia | Krisztián Toldi  |
| 29. nap | Jennifer Kristóf | Kriszta Dani  | Alíz Gábor       | Szandra Robi       | Niki Ádám    | -               | Detti Linda   | -              | -       | -                     | -                |
| 30. nap | Jennifer Kristóf | Kriszta Dani  | Alíz Gábor       | Linda Szandra Robi | Niki Ádám    | -               | Detti         | -              | -       | -                     | -                |
| 31. nap | Jennifer Kristóf | Kriszta Dani  | Alíz Gábor       | Linda Szandra Robi | Niki Ádám    | -               | Detti         | -              | Szandra | Védettség             | -                |
| 32. nap | Detti Kristóf    | Linda Robi    | Alíz Gábor       | Szandra Dani       | Niki Ádám    | -               | -             | -              | Szandra | Párválasztó ceremónia | Jennifer Kriszta |
| 33. nap | Detti Kristóf    | Linda Robi    | Alíz Gábor       | Szandra Dani       | Niki Ádám    | Attila Laci     | -             | -              | -       | -                     | -                |
| 34. nap | Detti Kristóf    | Linda Robi    | Alíz Laci        | Szandra Dani       | Niki Ádám    | Attila          | -             | -              | -       | Választás             | Gábor            |
| 35. nap | Detti Kristóf    | Linda Robi    | Alíz Laci        | Szandra Dani       | Niki Ádám    | Attila          | -             | -              | -       | -                     | -                |
| 36. nap | Detti Kristóf    | Linda Robi    | Alíz Laci        | Szandra Dani       | Niki Ádám    | -               | -             | -              | -       | Párválasztó ceremónia | Attila           |
| 37. nap | Detti Kristóf    | Linda Robi    | Alíz Laci        | Szandra Dani       | Niki Ádám    | -               | -             | -              | -       | -                     | -                |
| 38. nap | -                | Linda Robi    | Alíz Laci        | Szandra Dani       | Niki Ádám    | Attila          | Lotti         | Kristóf        | -       | Döntés                | Detti            |
| 39. nap | -                | Linda Robi    | Alíz Laci        | Szandra Dani       | Niki Ádám    | Attila          | Lotti         | Kristóf        | -       | -                     | -                |
| 40. nap | Lotti Laci       | Linda Robi    | Alíz Kristóf     | Szandra Attila     | Niki Dani    | -               | -             | -              | -       | Párválasztó ceremónia | Ádám             |
| 41. nap | -                | Linda Robi    | Alíz Kristóf     | Szandra Attila     | Niki Dani    | -               | -             | -              | -       | Fogpiszkáló ceremónia | Lotti Laci       |
| 42. nap | -                | Linda Robi    | Alíz Kristóf     | Szandra Attila     | Niki Dani    | -               | -             | -              | -       | -                     | -                |
| 43. nap | -                | Linda Robi    | Alíz Kristóf     | -                  | Niki Dani    | -               | -             | Attila         | -       | Kizárás               | Szandra          |
| 44. nap | -                | Linda Robi    | Alíz Kristóf     | -                  | Niki Dani    | -               | -             | -              | -       | Párválasztó ceremónia | Attila           |
| 45. nap | -                | -             | Alíz Kristóf     | -                  | Niki Dani    | -               | -             | Linda          | -       | Bomba ceremónia       | Robi             |
| 46. nap | -                | Linda Dani    | Alíz Kristóf     | -                  | -            | -               | -             | -              | -       | Szavazás              | Niki             |
| 47. nap | -                | Linda Robi    | Alíz Kristóf     | Szandra Attila     | Niki Ádám    | -               | -             | Dani           | -       | Csere                 | Dani             |
| 48. nap | -                | -             | Kristóf          | -                  | -            | -               | -             | -              | -       | Döntő                 | Alíz Linda Robi  |

### Események
4. nap

| Párválasztás | Választó   | Jennifer | Niki | Kata | Rea     | Alíz    | Kriszta |
| Párválasztás | Választott | Levi     | Dani | Ádám | Kristóf | Kristóf | Norbi   |

Kristóf Alízzal folytatta a játékot, tehát Rea távozott.
7. nap
Pandora szelencéjén az új lakók, azaz István és Tünde egy borítékot kaptak. István azt a nevet kell beleírja, aki hozzá a legkedvesebb volt. Tünde pedig azt a nevet, amelyik ember hozzá goromba volt. Ha a két név megegyezik, akkor senki nem esik ki, de ha nem, akkor az az ember megy haza, aki a Tünde borítékjában szerepel. A két név nem egyezett meg. István Levit írta, Tünde Danit. Ezek alapján tehát Dani hagyta el a hotelt.
8. nap

| Párválasztás | Választó   | Kata | Kriszta | Tünde | Alíz   | Niki    | Jennifer |
| Párválasztás | Választott | Ádám | Levi    | Levi  | István | Kristóf | Norbi    |

Levi Krisztát választotta, így Tünde hagyta el a hotelt.
11. nap
A fiúk közül valaki felajánlhatta egy jutalomért cserébe a párját az új lakónak, Gábornak. Mivel senki nem ajánlotta fel, ezért a jutalom Gáboré lett. A jutalom pedig védettség.
12. nap
A párválasztó ceremónián a védett Gábor még nem választhatott.

| Párválasztás | Választó   | Levi    | Norbi    | Ádám | Kristóf | István | Szöszi |
| Párválasztás | Választott | Kriszta | Jennifer | Kata | Niki    | Alíz   | Alíz   |

Alíz Szöszivel folytatta a játékot, így István távozott.
A ceremónia megismétlődik, most már a védett Gábor is választhat.

| Párválasztás | Választó   | Ádám | Kristóf | Norbi | Szöszi | Levi    | Gábor    |
| Párválasztás | Választott | Kata | Niki    | Niki  | Alíz   | Kriszta | Jennifer |

Niki Kristóf mellett döntött, így Norbi hagyta el a játékot.
15. nap
A hotelben a két új lány, azaz Nikol és Szandra még a 13. napon egy titkos küldetést kaptak. A küldetés arról szólt, hogy szerezzék meg egy fiú alsónadrágját, amit az nap este viselt a bulin, majd a holnapi reggelin jelenjen meg benne. De erről senkinek nem szólhattak, még egymásnak sem. Ha viszont igen, akkor aki beszélt erről, annak távoznia kell. A titkos küldetést Szandra teljesítette, így védettséget szerzett, ellenben Nikol, aki nem teljesítette a feladatot, kénytelen volt elhagyni a hotelt.
16. nap

| Párválasztás | Választó   | Jennifer | Kriszta | Niki    | Alíz   | Kata | Szandra |
| Párválasztás | Választott | Gábor    | Levi    | Kristóf | Szöszi | Ádám | Ádám    |

Szandra védettséggel rendelkezett, ezért Kata számára véget ért a játék.
18. nap
A két új fiú, Danny és Krisztián elhívhattak magukkal egy-egy lányt randira. Danny Szandrát, Krisztián Alízt vitte magával. Négyes randira mentek. A nap végén Szandrának és Alíznak el kellett döntenie, hogy Danny és Krisztián közül ki megy és ki marad. A lányok Krisztiánt látták továbbra is a hotelben, így Danny számára ért véget a játék.
20. nap

| Párválasztás | Választó   | Kristóf  | Szöszi | Levi | Ádám | Gábor   | Krisztián |
| Párválasztás | Választott | Jennifer | Alíz   | Alíz | Niki | Kriszta | Szandra   |

Alíz Levivel folytatta a játékot, így Szöszi hagyta el a hotelt.
21. nap
Az Éden Hotel egy régebbi kiesője, Dani visszatért a játékba.
23. nap
Szandi ki kellett válasszon egy fiút, akivel randizni megy. Szandi Danit választotta. Dani feladata lett, hogy nevezzen meg egy lányt, aki a randi harmadik tagja lesz. Dani Krisztát nevezte meg. Dani a randi végén el kellett döntse, hogy melyik lányt szeretné továbbra is a hotelben látni, és hogy melyiket küldi haza. Kriszta Danit hagyta a hotelben, így Szandi távozott.
24. nap

| Párválasztás | Választó   | Kristóf  | Ádám | Dani    | Levi    | Krisztián | Gábor |
| Párválasztás | Választott | Jennifer | Niki | Kriszta | Kriszta | Szandra   | Alíz  |

Kriszta Dani mellett döntött, ezért Levi hagyta el a játékot. Dani még a 21. napon egy titkos küldetést kapott, ami arról szólt, hogy Kriszta legyen a párválasztó ceremónia után a párja. Ha nem Kriszta lesz a párja, akkor távoznia kell. De akkor is távozik, ha valakivel megosztja a titkos küldetését. Mivel Kriszta párja lett, ezért bennmaradhat a játékban.
27. nap
Robi még a 25. napon egy titkos küldetéssel érkezett a hotelbe. A titkos küldetés az lenne, hogy a későbbi szimpátiáig győzze meg a többi játékost, hogy őt küldjék haza. Ha teljesíti, akkor védettséget kap. De ha valakinek elárulja, távoznia kell. A szavazáson 6-4 lett az állás Toldi javára, tehát Robi a titkos küldetését teljesítette, így védett lett.
28. nap

| Párválasztás | Választó   | Ádám | Gábor | Toldi    | Kristóf  | Krisztián | Robi    | Dani    |
| Párválasztás | Választott | Niki | Alíz  | Jennifer | Jennifer | Szandra   | Szandra | Kriszta |

Robi védettsége miatt Krisztián távozott a játékból. Jennifer pedig Kristóffal szeretné folytatni, így Toldi számára is véget ért a játék.
31. nap
A lányok közül valaki vagy kiesik vagy védett lesz. A hotelben találtak egy borítékot. Abban vagy ,,AZONNALI KIESÉS" vagy ,,VÉDETTSÉG" szerepel. Bármelyik lány felbonthatja. Amit pedig benne talál, az lesz a sorsa. Szandra bontotta fel, és a ,,VÉDETTSÉG" szerepelt benne, így Szandra ma és a holnapi napon védettséget élvez.
32. nap
A fiúk egy lány sorsáról még a párválasztó ceremónia előtt egy nappal döntöttek egy kérdőíven keresztül. Nem tudhatták, hogy egy lány kieshet. Rossz tulajdonságok mellé kellett beírni azt a lányt, akire az jellemző. Akinek a legtöbbször szerepel a neve, az kiesik a játékból. Szandra neve szerepel a legtöbbször, de ő védett, ezért a másodikat veszik figyelembe, aki Jennifer. Így Jennifer még a párválasztó ceremónia előtt távozott a hotelből.

| Párválasztás | Választó   | Kriszta | Szandra | Linda | Detti   | Niki | Alíz  |
| Párválasztás | Választott | Dani    | Dani    | Robi  | Kristóf | Ádám | Gábor |

Mivel Szandra védett, ezért Kriszta is el kellett hagyja a hotelt.
34. nap
Attila és Laci titkos küldetést kaptak még a 33. nap. Attila feladata az volt, hogy mixerként ne jöjjenek rá, hogy ő egy játékos, valamint meg kellett csókoljon egy lányt. Ha ezt teljesíti, akkor választhat egy párt magának, akit választ, annak pedig a jelenlegi párja a szingli szobába költözik. Laci feladata pedig az, hogy beszélgessen az összes lánnyal, mert egyiküket randizni viheti. Amelyik lányt randira viszi, annak a párja el kell hagyja a hotelt. Ha bármelyikőjük beszél ezekről a feladatokról, még egymásnak is, akkor el kell hagyniuk az Éden Hotelt. Attila nem teljesítette a feladatát, így a szingli szobába marad egész héten. Laci pedig Alízt vitte magával a randira, így a párja lett, Alíz azelőtti párja, Gábor számára pedig a játék véget ért.
36. nap

| Párválasztás | Választó   | Robi  | Kristóf | Dani    | Attila  | Laci | Ádám |
| Párválasztás | Választott | Linda | Detti   | Szandra | Szandra | Alíz | Niki |

Szandra továbbra is Danival szeretné folytatni a játékot, így Attila esett ki.
38. nap

Detti lehetőséget kapott arra, hogy párt cseréljen. Az új lakóra, Attilára cserélhette Kristófot, de akkor a párválasztó ceremónián Detti nem alkothatott párt Kristóffal. Ezen kívül kapott egy másik döntési lehetőséget, hogy Attila védettséget kap, és Detti Kristóffal maradhat. Detti az utóbbit választotta, így Attila védettséget szerzett. Kristóf kapott egy lehetőséget arra, hogy Attilától megfosztja a védettséget, és akkor Detti távozik a hotelből. Ezt a fiúkkal megbeszélhette. Kristóf arra a döntésre jutott, hogy Attilát megfosztja a védettségtől, így Detti számára ért véget a játék.
40. nap

| Párválasztás | Választó   | Kristóf | Robi  | Dani    | Attila  | Ádám | Laci  |
| Párválasztás | Választott | Alíz    | Linda | Szandra | Szandra | Niki | Lotti |

Szandra Attila mellett döntött, így Daninak kell elhagynia a játékot, viszont ezzel nem dőlt el semmi, hiszen a tegnapi napon a játékosoknak fel kellett írniuk két szövetségesének és egy ellenségének a nevét. Dani Ádámot és Kristófot írta szövetségesének. Ádám és Kristóf közül valaki feláldozhatta magát Daniért. Aki feláldozza magát, az kiesik. Ádám áldozta fel magát. Így Ádám távozott a hotelből, és Dani maradhatott.
41. nap

A fogpiszkáló ceremónián Niki-Dani páros kapta a legtöbb fogpiszkálót. Közülük pedig Niki kapott hatot, Dani kettőt. A legkevesebb fogpiszkálót Linda-Robi, Lotti-Laci páros kapta. Mivel Niki kapott több fogpiszkálót, ezért ő dönti el, hogy Linda-Robi páros vagy Lotti-Laci páros távozzon. Niki Lottit és Lacit küldte haza, így számukra véget ért a játék.
43. nap
Szandra arcon ütötte Kristófot és kizárták a játékból, mivel Újpesten már nem számítottak rá.
44. nap

| Párválasztás | Választó   | Linda | Niki | Alíz    | -      |
| Párválasztás | Választott | Robi  | Dani | Kristóf | Attila |

Mivel Attilát senki nem választotta, ő esett ki a játékból.
45. nap

Az előző nap a kieső játékos, Attila 1 órára és 59 percre állította be a bombajáték idejét. A bomba Linda-Robi párosnál robbant, így ők veszélybe kerültek. A bomba ceremónián Linda Alíztól kapott egy bombát, Robi pedig Nikitől, Kristóftól és Danitól is kapott egy bombát, így Robi kellett távozzon a hotelből.
46. nap
A lányoknak el kellett dönteniük, hogy melyikük távozzon. Niki Lindát küldené haza, Alíz és Linda pedig Nikit, így Niki számára ért véget a játék.
47. nap

A játékosoknak lehetőségük lett lecserélni párjukat. Attilára, Szandrára, Ádámra, Robira és Nikire lehetett cserélni. Linda lecserélte Danit Robira, így a döntős párosok Alíz-Kristóf és Linda-Robi.
48. nap

#### A döntő
Az első széria döntőjére a 48-ik napon került sor, ahová csak 2 pár, Alíz és Kristóf, valamint Linda és Robi jutott el.
A végső döntés a korábban kiesett lakókra hárult, nekik kellett eldönteniük, hogy melyik pár kapja a 25 millió forintot. Egyesével beálltak a számukra szimpatikus pár mögé.
| Alíz és Kristóf | Alíz és Kristóf | Linda és Robi | Linda és Robi |
| --------------- | --------------- | ------------- | ------------- |
| Ádám            | Niki            | -             | Szandra       |
| Dani            | -               | -             | -             |
| Attila          | -               | -             | -             |

Linda és Robi mögött egy támogató állt, Alíz és Kristóf mögött négy, így az Alíz-Kristóf páros nyerte a döntőt.
A hűségpróba
A hűségpróba Alíz és Kristóf között dőlt el. Kezükben egy aranygömbbel, 2,5 millió forinttal növelték azt az összeget amelyet bármelyikük megnyerhet. Minden növelésnél fél percük volt a döntésre, ha bármelyikük eldobja a gömböt, garantált nyereménnyel távozik, párja semmit nem kap, a maradék összeget pedig a döntő másik párosa kapja.
Kristóf 12,5 millió forintnál eldobta a hűséggömböt, így ő nyerte a játékot. A maradék 12,5 millió forintot Linda és Robi kapta, Alíz pedig pénz nélkül távozott.

## Külső hivatkozások
- A reality hivatalos oldala